# 摩耶埠頭
摩耶埠頭（まやふとう）は、神戸港の埠頭および兵庫県神戸市灘区の町名。郵便番号：657-0854。
以前は4つの突堤を備えていたが、現在各突堤間は埋め立てられている。同区灘浜町から南に突き出し、東は灘浜大橋で同区灘浜東町と、西は摩耶大橋および第二摩耶大橋で中央区小野浜町（新港東埠頭）とそれぞれつながる。

## 歴史
- 昭和34年（1959年）9月20日 - 摩耶埠頭起工式を開催[1]。
- 昭和39年（1964年）2月10日 - 摩耶埠頭第1突堤供用開始[1]。
- 昭和40年（1965年）9月28日 - 摩耶埠頭第2突堤供用開始[1]。
- 昭和41年（1966年）
  - 2月 - 日出町（現・摩耶海岸通）と灘浜町の沖74万m2を更に埋め立てた土地に摩耶埠頭と命名。
  - 5月15日 - 摩耶大橋竣工（6月2日開通式）[1]。
  - 12月27日 - 摩耶埠頭第3突堤供用開始[1]。
- 昭和42年（1967年）3月 - 摩耶埠頭竣工[1]。
- 昭和47年（1972年）4月20日 - 国鉄 摩耶埠頭駅（貨物駅）開業。
- 昭和50年（1975年） - 第二摩耶大橋竣工。
- 昭和61年（1986年）11月1日 - 摩耶埠頭駅廃止。
- 平成3年（1991年）1月16日 - 摩耶埠頭第3～第4突堤間の埋立工事が竣工[1]。
- 平成4年（1992年） - 灘浜大橋竣工。
- 平成9年（1997年）4月7日 - 摩耶埠頭第1～第3突堤間の埋立工事が竣工[1]。

## 人口統計
- 令和2年国勢調査（2020年10月1日）において定住者は見られない[2]。
- 平成17年国勢調査（2005年10月1日）における世帯数3、人口3で内男性3人・女性0人[3]。